# 9721 Doty
9721 Doty eller 1980 GB är en asteroid i huvudbältet som upptäcktes den 14 april 1980 av den amerikanske astronomen Edward L.G. Bowell vid Anderson Mesa Station. Den är uppkallad efter amatörastronomen Arthur G. Doty.
Asteroiden har en diameter på ungefär 4 kilometer.